# Jungkook
Jeon Jung Kook (en hangul: 전정국) (Busan, 1 de setembre de 1997), més conegut amb el seu nom artístic Jungkook, és un cantant del grup sud-coreà BTS des del 2013 i ocupa el lloc de vocalista principal, ballarí i maknae.

## Biografia
Als 13 anys va fer una prova per al concurs K2, on va ser eliminat en una de les rondes. Quan va tornar a casa va rebre la sol·licitud de 8 companyies diferents, però finalment es va decidir per Big Hit Entertainment.
Amb 14 anys (2 anys abans de debutar) el van enviar a Movement Lifestyle (una escola de ball) durant un mes per poder perfeccionar les coreografies. Allà va aprendre diversos estils de ball, com ball urbà, ball d'alt rendiment, etc.

## 2015
L'octubre del 2015 va col·laborar amb diversos artistes coreans i líders polítics amb la cançó One Dream One Korea, que descriu l'anhel de l'unificació de Corea del Sud amb Corea del Nord.
A finals d'any va realitzar diversos covers. Va cantar Paper Hearts de Tori Kelly, Lost Stars d'Adam Levine, Nothing Like Us de Justin Bieber i Fools de Troye Sivan. També va fer un duet amb Zion.T a KBS Gayo Daechukje.

## 2016
El juny de 2016 es va anunciar la col·laboració de JungKook amb Jo Se-ho, Ki Min-seok, Yoo Byung-jae, conjunt a altres artistes pel programa Flower Crew. Va ser el primer programa de varietats que va realitzar sol.